# Rumenka
Rumenka (en serbe cyrillique : Руменка ; en hongrois : Piros) est une localité de Serbie située dans la province autonome de Voïvodine et sur le territoire de la ville de Novi Sad, district de Bačka méridionale. Au recensement de 2011, elle comptait 6 444 habitants.
Rumenka est officiellement classée parmi les villages de Serbie. Le canal Danube-Tisa-Danube passe à proximité de la localité.co

## Histoire
Rumenka est mentionnée pour la première fois en 1237. Pendant la période ottomane, en 1590, le village comptait 20 foyers et la population était composée de Serbes. L'église orthodoxe Saint-Pierre-et-Saint-Paul a été construite dans la première du XVIIIe siècle ; elle abrite une iconostase peinte par Pavle Simić en 1859 ; elle est aujourd'hui inscrite sur la liste des monuments culturels de grande importance de la république de Serbie (Identifiant no SK 1111). Le temple calviniste, quant à lui, a été édifié en 1836 ; avec sa maison paroissiale, il est inscrit sur la même listeno SK 1161).

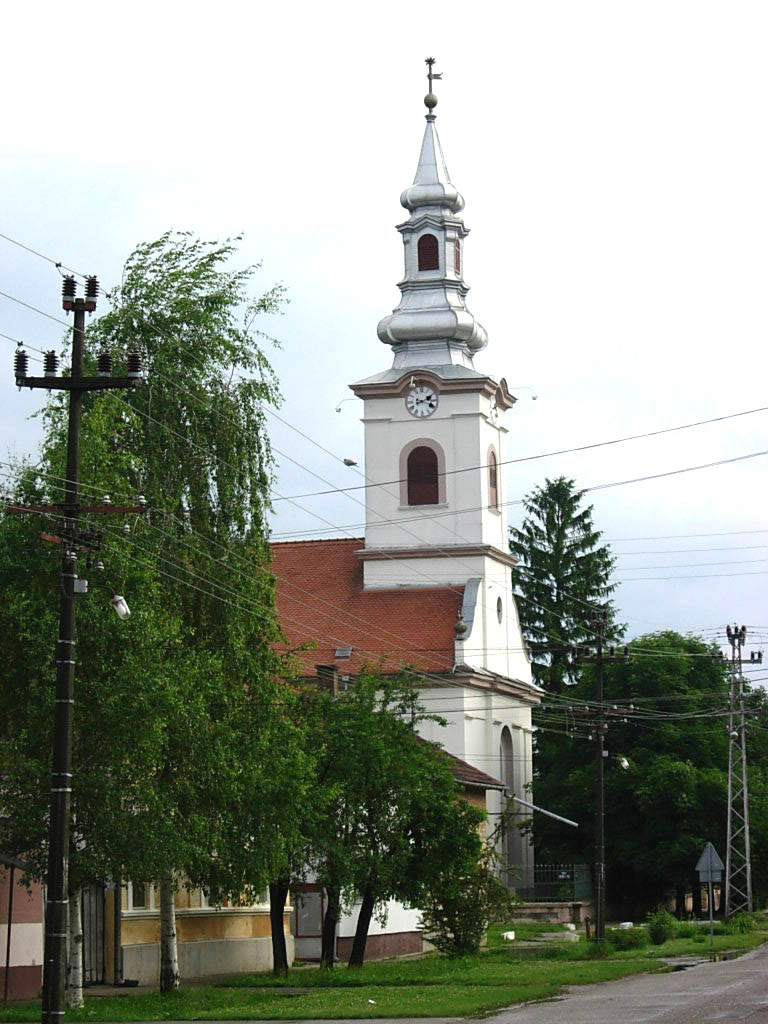
Le temple calviniste de Rumenka

## Démographie

### Évolution historique de la population
| 1948  | 1953  | 1961  | 1971  | 1981  | 1991  | 2002  | 2011  |
| ----- | ----- | ----- | ----- | ----- | ----- | ----- | ----- |
| 1 951 | 2 028 | 2 546 | 2 906 | 3 629 | 4 361 | 5 729 | 6 444 |

|  |

## Économie
Bien que Rumenka soit située à proximité de Novi Sad, l'activité principale de ses habitants est l'agriculture.